# Маунтинсајд (Њу Џерзи)
Маунтинсајд (енгл. Mountainside) град је у америчкој савезној држави Њу Џерзи.

## Демографија
По попису из 2010. године број становника је 6.685, што је 83 (1,3%) становника више него 2000. године.
| Група             | 2000.         | 2010.         |
| Белци             | 6.111 (92,6%) | 5.754 (86,1%) |
| Афроамериканци    | 62 (0,9%)     | 132 (2,0%)    |
| Азијати           | 185 (2,8%)    | 330 (4,9%)    |
| Хиспаноамериканци | 199 (3,0%)    | 407 (6,1%)    |
| Укупно            | 6.602         | 6.685         |